# Amidou
Hamidou Ben Messaoud (* 2. August 1935 in Rabat, Marokko; † 19. September 2013 in Paris, Frankreich) war ein marokkanischer Schauspieler.

## Leben
Amidou zog in den frühen 1950er Jahren nach Paris, um dort am Conservatoire national supérieur d’art dramatique zu studieren. Sein Filmdebüt hatte er 1961 in Claude Lelouchs Regiedebüt Le propre de l’homme; insgesamt spielte er bis 2002 in zehn Filmen Lelouchs, darunter Lebe das Leben und And Now … Ladies & Gentlemen. Neben zahlreichen Film- und Fernsehrollen in französischen Produktionen war er ab Mitte der 1970er Jahre auch in US-amerikanischen Spielfilmen zu sehen. So spielte er in Otto Premingers Polit-Thriller Unternehmen Rosebud die Rolle des arabischen Terroristen Kirkbane und in William Friedkins Lohn-der-Angst-Neuverfilmung Atemlos vor Angst den Lastwagenfahrer Kassem Martinez. Bekanntheit im deutschsprachigen Raum erlangte er 1981 durch den Italowestern Eine Faust geht nach Westen. Hier spielte er an der Seite von Bud Spencer dessen Partner, den Indianer „Donnernder Adler“. Später war er in kleineren Rollen in John Frankenheimers  Ronin und Tony Scotts Spy Game – Der finale Countdown zu sehen. Eine größere Nebenrolle hatte er 2000 an der Seite von Samuel L. Jackson und Ben Kingsley in Rules – Sekunden der Entscheidung.

## Filmografie (Auswahl)
- 1966: Sonderdezernat C III Montmartre (Brigade anti-gangs)
- 1967: Das Millionen-Duell (Fleur d’oseille)
- 1967: Lebe das Leben (Vivre pour vivre)
- 1968: La Chamade – Herzklopfen (La chamade)
- 1968: Das Mädchen von drüben (La fille d’en face)
- 1968: Das Leben, die Liebe und der Tod (La vie, l’amour, la mort)
- 1970: Voyou oder Ein Strolch in Paris (Le voyou)
- 1971: Smic, Smac, Smoc – Die Drei vom Trockendock (Smic, Smac, Smoc)
- 1973: Punition – Ausgepeitscht (La punition)
- 1975: Unternehmen Rosebud (Rosebud)
- 1977: Atemlos vor Angst (Sorcerer)
- 1981: Eine Faust geht nach Westen (Occhio alla penna)
- 1981: Flucht oder Sieg (Escape to Victory)
- 1984: Afghanistan pourquoi?
- 1986: Bitterer Champagner (Champagne amer)
- 1989: Waffenbrüder (L'union sacrée)
- 1990: So sind die Tage und der Mond (Il y a des jours… et des lunes)
- 1990: Kommissar Navarro (Navarro, Fernsehserie, 1 Folge)
- 1992: Das Gesetz der Mafia (Le Grand pardon II)
- 1992: Die schönste Geschichte der Welt (La belle histoire)
- 1998: Ronin
- 2000: Rules – Sekunden der Entscheidung (Rules of Engagement)
- 2001: Spy Game – Der finale Countdown (Spy Game)
- 2002: And Now … Ladies & Gentlemen